# Население на Аруба
Населението на Аруба през март 2006 година е 102 695 души.

## Възрастов състав
(2003)
- 0-14 години: 20,7% (мъжe 7540/ жени 7121)
- 15-64 години: 68,3% (мъжe 23 427/ жени 24 955)
- над 65 години: 11% (мъжe 3215/ жени 4586)

## Религия
Около 98,8 % от населението са християни.

## Език
Официален език в Аруба е холандски.